# Valdas Tutkus
El Teniente general Valdas Tutkus (Vilna, 27 de diciembre de 1960) es un exmilitar lituano quién ocupó el cargo de Jefe de Defensa de la República de Lituania desde 2004 hasta 2009, tras haberse desempeñado anteriormente como un Comandante de las Fuerzas Armadas desde 2001 hasta 2004. Tutkus fue un candidato en las eleccions presidenciales de Lituania de 2024, pero se retiró en abril.

## Biografía
Desde 1978 hasta 1982, estudió en Escuela Superior de Mando de Armas de Taskent. Después de 1982, se convirtió en comandante de pelotón y en 1983 se mandó a Afganistán en el marco del 40.º Ejército del Distrito Militar de Turkestán. Desde 1988 hasta 1991, asistió a la Academia Militar Frunz en Moscú. En 1991, ya se había retirado de las Fuerzas Armadas Soviéticas y se convirtió en miembro fundador de las modernas Fuerzas Armadas Lituanas.
Tras la restauración de la independencia, sirvió en la Brigada de Infantería Mecanizada «Lobo de Hierro». En 1995, se mandó a la Escuela de Defensa de la OTAN en Roma. Desde 1999 a 2001, sirvió como Representante Militar de la República de Lituania en la OTAN y a la Unión Europea. Este cargo era concurrente con el de Agregado de Defensa en el Reino de Bélgica. Desde 2001 hasta 2004, fue Comandante de las Fuerzas Terrestres de Lituania. Al final de su mandato, se convirtió en Comandante de las Fuerzas Armadas de Lituania.El 24 de julio de 2009, Arvydas Pocius fue nombrado Jefe de Defensa y Tutkus fue despedido. Desde 2014 hasta 2015, fue el Director de la Asociación de los Sectores de Defensa y Seguridad de Lituania.
El 5 de octubre de 2023, Tutkus declaró que intentaba a presentarse a presidente en las elecciones presidenciales de Lituania de 2024, apoyado por el Partido «Junto con el Vytis», anteriormente conocido como el Partido de los Pensionistas de Lituania. En su programa electoral, apoyó la estatización de sectores estratégicos de la economía, el abandono el euro y el restablecimiento del litas, la oposición de los derechos LGBT, y el mantenimiento de relaciones amables con ambos Ucrania y Rusia.

## Vida personal
Está casado con Lilija y tiene un hijo que se llama Vytautus.

## Premios
- Arma nominal (2001) [9]
- Orden de la Cruz de Vytis [10]
- Cruz del Oficial de la Gran Orden de Vitautas[11]
- Insignia conmemorativa de la retirada del ejército ruso de Lituania
- Medalla de Mérito del Sistema de Defensa Nacional